# Let It Roll (album de Little Feat)
Pour les articles homonymes, voir Let It Roll.
Albums de Little Feat
Hoy-Hoy!
(1981) Representing the Mambo
(1990)
Singles
1. Hate to Lose Your Lovin
Sortie : 1988
2. Let It Roll
Sortie : 1988
3. Long Time Till I Get Over You
Sortie : 1988
4. One Clear Moment
Sortie : 1989

Let It Roll est le huitième album studio de Little Feat, sorti en juillet 1988.
C'est le premier album publié après la reformation du groupe. Huit des dix chansons sont co-écrites par Craig Fuller, membre fondateur de Pure Prairie League et nouveau venu dans Little Feat. C'est également lui qui interprète la plupart des titres.
L'album s'est classé 36e au Billboard 200 et a été certifié disque d'or par la Recording Industry Association of America (RIAA) le 14 février 1989.

## Liste des titres
| No  | Titre                         | Auteur                               | Durée |
| --- | ----------------------------- | ------------------------------------ | ----- |
| 1.  | Hate to Lose Your Lovin'      | Paul Barrere, Craig Fuller           | 4:21  |
| 2.  | One Clear Moment              | Barrere, Fuller, Bill Payne          | 4:49  |
| 3.  | Cajun Girl                    | Martin Kibbee, Payne                 | 3:53  |
| 4.  | Hangin' on to the Good Times  | Barrere, Fuller, Payne, Fred Tackett | 4:46  |
| 5.  | Listen to Your Heart          | Fuller, Payne                        | 5:51  |
| 6.  | Let It Roll                   | Barrere, Kibbee, Payne               | 4:30  |
| 7.  | Long Time Till I Get over You | Barrere, Fuller                      | 4:51  |
| 8.  | Business as Usual             | Barrere, Fuller, Payne               | 4:25  |
| 9.  | Changin' Luck                 | Fuller, Payne, Tackett               | 6:17  |
| 10. | Voices on the Wind            | Barrere, Fuller, Payne, Tackett      | 6:17  |

## Personnel

### Musiciens
- Paul Barrere : guitare, chant
- Sam Clayton : percussions, chœurs
- Craig Fuller : chant, accordéon, guitare
- Kenny Gradney : basse
- Richard Hayward : batterie, chœurs
- Bill Payne : claviers, chant
- Fred Tackett : guitare, mandoline, trompette

### Musiciens additionnels
- Renee Armand : chant
- Marilyn Martin : chant
- Shaun Murphy : chant
- Bonnie Raitt : chant
- Linda Ronstadt : chant
- Bob Seger : chant